# Trattato di Punakha
Il Trattato di Punakha era un accordo firmato il 10 gennaio 1910, a Punakha, tra i recentemente consolidati Regno del Bhutan e India britannica. 

## Storia
Il trattato di Punakha rappresenta un emendamento del Trattato di Sinchula del 1865, il precedente accordo tra il Bhutan e l'India britannica secondo il quale, il Bhutan, persa la guerra del Duar, cedette il 20% del suo territorio.
All'inizio del secolo, i continui sviluppi geopolitici del Bhutan sollevarono la questione di un nuovo trattato, che di fatto fu realizzato nel 1910 (trattato di Punakha), dove la Gran Bretagna garantì l'indipendenza del Bhutan, concesse al governo reale bhutanese un aumento dello stipendio, prese il controllo delle relazioni estere bhutanesi e chiese un sussidio annuale di 50.000 rupie.
Tuttavia il sussidio annuale fu cancellato da diversi accordi successivi (accordi Anglo-Bhutan).

## Conseguenze
Il Trattato di Punakha favorì altri accordi (accordi Anglo-Bhutan) a favore dei britannici, dove ricevettero alcuni elefanti da guerra, l'assegnazione di terreni in Motithang (Provincia di Thimphu) e Kalimpong e la costruzione di una stazione di collina tra Chukha e Thimphu agli inglesi.
Altri accordi si crearono tra l'India e il Bhutan (accordi Indo-Bhutan) quando il 23 aprile 1948, Sonam Topgay Dorji di Famiglia Dorji, guidò la delegazione bhutanese per rendere indipendente l'India, dove si incontrò con il primo ministro indiano Jawaharlal Nehru. In seguito vennero fondate relazioni tra il Bhutan e l'India, spinte anche da una crescente preoccupazione per la sicurezza contro il comunismo in Cina.
Gli accordi durarono fino all'8 agosto 1949, culminando nel trattato Indo-Bhutan. In base a questo accordo, l'India restituì la terra Deothang, oggetto di parte del 1865 durante la guerra del Duar.
Nel 2007, il re Jigme Khesar Namgyal Wangchuck ha firmato un nuovo trattato di amicizia con l'India, rinnovando il trattato Indo-Bhutan del 1949.